# Eugerda mandibulata
Eugerda mandibulata là một loài chân đều trong họ Desmosomatidae. Loài này được Malyutina & Kussakin miêu tả khoa học năm 1996.